# O, du mein Österreich (Film)
O, du mein Österreich ist ein Ende 1914 entstandenes, 50-minütiges, propagandistisches, deutsches Stummfilmdrama von und mit Emil Albes. In der weiblichen Hauptrolle ist Thea Sandten zu sehen.

## Handlung
In der Anfangsphase des Ersten Weltkriegs, Herbst 1914. Die russischen Truppen sind auf Österreich-ungarisches Kernland vorgedrungen und bedrohen die dort in Frieden lebenden Menschen. Ein alter Weichenwärter lebt mit seiner Tochter fernab im galizischen Grenzgebiet in einem kleinen Bahnwärterhäuschen an der Bahnstrecke Wien-Warschau. Immer wieder dringen russische Einheiten vor, und drangsalieren ihn und seine Tochter. Der Alte steht treu zu seinem Kaiser, und als man ihn zum Verrat an seinem Land nötigen will, weigert er sich standhaft. Die Strafe folgt auf dem Fuße, die zaristische Soldateska füsiliert den standhaften Weichenwärter.
Derweil brennt seine Tochter darauf, ihrem vom Osten her bedrängten Land zu dienen. Sie fängt eine militärisch bedeutsame, russische Depesche ab, die sie in patriotischer Pflichterfüllung sogleich an das österreichische Truppenhauptquartier weiterleitet. Die Russen bekommen Wind davon, ergreifen sie und wollen nun die junge Frau wegen ihrer Spionagetätigkeit ebenfalls erschießen. Doch ehe es zur Tragödie kommen kann, hat ein einheimisches Vorstoßkommando den Ort zurückerobert, und die eigenen Soldaten können das Bahnwärtertöchterlein vor dem grausamen Tode bewahren.

## Produktionsnotizen
O, du mein Österreich entstand wenige Wochen nach Kriegsausbruch im Herbst 1914 im Bioscop-Atelier in Neubabelsberg, passierte die Zensur im Dezember desselben Jahres und fand am 29. Januar 1915 den Weg in die Berliner Kinos. Der Dreiakter, dem angeblich eine wahre Begebenheit zugrunde lag, besaß eine Länge von 912 Meter. 

## Kritik
Die Villacher Zeitung sah in dem patriotischen Werk einen Film, „der mit zahlreichen ebenso stimmungsvollen wie zeitgemäßen Nebenhandlungen ausgestattet ist.“